# Metaxmeste sericatalis
Metaxmeste sericatalis là một loài bướm đêm trong họ Crambidae.